# WTCC i Österrike
FIA WTCC Race of Austria är den österrikiska deltävlingen av FIA:s världsmästerskap i standardvagnsracing, World Touring Car Championship. Tävlingen körs på Salzburgring från och med säsongen 2012 och ersätter då FIA WTCC Race of Germany på Motorsport Arena Oschersleben.

## Säsonger
| År   | Bana         | Race | Segrare förare             | Segrare modell                  | Rapport               |
| ---- | ------------ | ---- | -------------------------- | ------------------------------- | --------------------- |
| 2012 | Salzburgring | 1 2  | Robert Huff Stefano D'Aste | Chevrolet Cruze 1.6T BMW 320 TC | WTCC i Österrike 2012 |